# Morderstwo na plebanii
Morderstwo na plebanii (ang. The Murder at the Vicarage) – powieść kryminalna Agaty Christie. Po raz pierwszy pojawia się w niej postać panny Marple. Książka została zekranizowana w serialu telewizyjnym Agatha Christie: Miss Marple.

## Fabuła
Kiedy proboszcz znalazł w swym gabinecie zwłoki pułkownika Protheroe, w miasteczku zawrzało od plotek. Kiedy zaś aż dwie osoby przyznały się jednocześnie do zastrzelenia pułkownika, prowadząca śledztwo policja zupełnie nie wie, co myśleć. Nawet panna Marple miała siedmioro podejrzanych. Przedstawiła jednak w końcu właściwe rozwiązanie zagadki, wprawiając w zdumienie pastora i naczelnika policji. Okazuje się, że większość osób, które mogły popełnić zabójstwo ma swoje powody, dla których nie wyjawia całej prawdy odnośnie do zdarzeń, których następstwem było morderstwo.

## Rozwiązanie
Dwie osoby, które na początku jednocześnie przyznały się do zabicia pułkownika, rzeczywiście są winne. Młoda żona pułkownika, Anna, nie chciała spędzić reszty życia u boku starca i do popełnienia zbrodni popchnął ją młody Lawrence Redding. Oboje wiązali nadzieje na wspólną przyszłość. Jednoczesne przyznanie się było sprytną zagrywką, dzięki której tak naprawdę oczyszczali się nawzajem z podejrzeń.
Wina obojga z nich na początku powieści była wykluczona także z innego powodu. Oboje pozornie opuścili miejsce zbrodni jeszcze przed usłyszeniem strzału. Ale tak naprawdę Anna Protheroe, kiedy zabijała męża, posłużyła się tłumikiem, a odgłos słyszany jako „wystrzał” był specjalnie przygotowanym przez Lawrence’a ładunkiem wybuchowym.
Ponadto przed popełnieniem zbrodni, Anna celowo wdała się w pogawędkę z panną Marple. Była ubrana w skąpy strój, gdzie w żaden sposób nie można było ukryć broni. Takie poświadczenie starszej pani miało służyć pani Protheroe za dowód na niewinność. Jednak ona do morderstwa posłużyła się pistoletem, który jej wspólnik specjalnie w tym celu ukrył w doniczce z kwiatem podczas wizyty na plebanii poprzedniego dnia.